# Chiesa di San Biagio (Castiglione d'Orcia)
La chiesa di San Biagio è un edificio sacro che si trova in località Campiglia d'Orcia a Castiglione d'Orcia.

## Descrizione

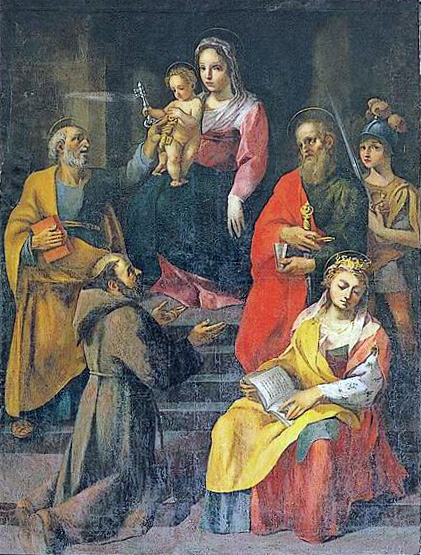
Madonna col bambino (Sebastiano Folli)

Consacrata nel 1648, ha subito molti rimaneggiamenti. Fu ricostruita nel 1795 su disegno dell'architetto Leonardo De Vegni.
L'interno a tre navate presenta l'altare maggiore settecentesco in stucco. Al centro dell'altare si trova un piccolo dipinto a tempera raffigurante la Madonna del Carmine del XVIII secolo. Nella parete a destra si trova una tela raffigurante la Madonna col bambino che consegna le chiavi a san Pietro attribuibile al pittore senese Sebastiano Folli, databile al primo decennio del Seicento.